# Supercopa da UEFA de 2025
A Supercopa da UEFA de 2025, ou Supertaça da UEFA de 2025 foi a 50ª edição da Supercopa da UEFA, uma competição anual organizada pela UEFA que foi disputada no Estádio Friuli, na Itália em 13 de agosto de 2025. Foi disputada pelos vencedores da Liga dos Campeões da UEFA de 2024–25 e da Liga Europa da UEFA de 2024–25.

## Participantes
| Equipe              | Qualificação                                    | Participações anteriores (negrito indica vencedores) |
| ------------------- | ----------------------------------------------- | ---------------------------------------------------- |
| Paris Saint-Germain | Campeão da Liga dos Campeões da UEFA de 2024–25 | 1 (1996)                                             |
| Tottenham           | Campeão da Liga Europa da UEFA de 2024–25       | Estreante                                            |

## Sede
O Estádio Friuli em Udine, Itália, foi escolhido como anfitrião pelo Comitê Executivo da UEFA durante sua reunião em Lausanne, Suíça, em 16 de dezembro de 2024.

## Partida
| 13 de agosto de 2025 | Paris Saint-Germain                 | 2-2 | Tottenham                            | Estádio Friuli, Udine                        |
| 21:00 (UTC+1)        | Kang-in Lee 85' · Gonçalo Ramos 94' |     | Van de ven 39' · Cristian Romero 48' | Público: 21,025 Árbitro: João Pedro Pinheiro |

| Regras do jogo - 90 minutos - Pênaltis se o placar permanecer empatado - Doze substitutos podem ser nomeados - Máximo de cinco substituições |